# 山陰加春夫
山陰加春夫（やまかげ　かずお、1951年-　）は、日本の日本史学者、高野山大学名誉教授。
和歌山県生まれ。1973年大阪市立大学文学部史学地理学科卒業。同大学院修士課程修了、高野山大学大学院博士課程中退、98年「中世高野山史の研究」で大阪市大文学博士。高野山大学助教授、教授、名誉教授、高野山霊宝館副館長。

## 著書
- 『中世高野山史の研究』清文堂出版 1997　『新編中世高野山史の研究』2011
- 『中世寺院と「悪党」』清文堂出版 2006
- 『中世の高野山を歩く』吉川弘文館 歴史の旅 2014

### 共編著
- 『高野への道 いにしへ人と歩く』村上保壽共著 高野山出版社 2001
- 『きのくに荘園の世界 学ぶ・歩く・調べる』編 清文堂出版 2000-02
- 『和歌山・高野山と紀ノ川』（街道の日本史）藤本清二郎共編 吉川弘文館 2003
- 『高野山と密教文化』編 小学館スクウェア 高野山大学選書 2006
- 『巡礼高野山』永坂嘉光,中上紀共著 新潮社 とんぼの本 2008

## 論文
- Cinii

## 注
1. ↑  新潮社